# Isolationszentrum (Belarus)
Isolationszentren in Belarus sind Gefängnisse, in denen Gefangene in Isolationshaft gehalten werden.
Die belarussischen „Isolationszentren“ wurden international im Rahmen der Proteste in Belarus 2020 nach der Präsidentschaftswahl bekannt, bei denen der Staat unter Präsident Aljaksandr Lukaschenka repressiv eingriff, zahlreiche Protestierende verhaftete und in Isolationszentren unterbrachte. Es wurde von Misshandlungen und Folter in Isolationszentren berichtet. Isolationszentren in Belarus sind Okrestino und das Untersuchungsgefängnis SISO Nr. 1.